# Salix bangongensis
Salix bangongensis är en videväxtart som beskrevs av C. Wang och C.F. Fang. Salix bangongensis ingår i släktet viden, och familjen videväxter. Inga underarter finns listade i Catalogue of Life.